# Хаютина, Евгения Соломоновна
Евге́ния Соломо́новна Хаю́тина (урождённая Фейгенберг 1904, Гомель — 21 ноября 1938, Москва) — советский издательский работник.
В 1930-е годы — официально — заместитель главного редактора, а де-факто — главный редактор журнала «СССР на стройке» (официальными главными редакторами в эти годы были Георгий Пятаков, Валерий Межлаук, Александр Косарев). Хозяйка литературного салона, который посещали известные писатели, а также видные сценические и кинематографические деятели: Исаак Бабель, Михаил Шолохов, Михаил Кольцов, Сергей Эйзенштейн, Леонид Утёсов и другие. Частыми гостями на этих вечерах были и представители советской номенклатуры. Известна как жена Николая Ежова, бывшего руководителя НКВД. При содействии Николая Ежова покончила жизнь самоубийством при помощи люминала незадолго до ареста мужа.

## Биография
Родилась в Гомеле, была младшим ребёнком в многодетной купеческой семье Соломона (Залмана) Лейбовича Фейгенберга и Эсфири Михайловны (Мейлаховны), урождённой Крымской.

## В Одессе
Первый раз вышла замуж в 17 лет за Лазаря Хаютина (1898—1948), с которым переехала в 1921 году в Одессу, где работала в редакции местного журнала. В этот период она познакомилась с одесскими писателями Валентином Катаевым, Юрием Олешей, Исааком Бабелем. Вероятно, они и помогли ей позже уже в Москве найти работу в газете «Гудок».

## Москва — Лондон — Берлин — Москва
Второй раз была замужем за бывшим красным командиром, редактором издательства «Экономическая жизнь» Александром Фёдоровичем Гладуном, с которым переехала в 1924 году в Москву. С ним познакомилась во время его командировки в Одессу (когда он занимал должность директора московского издательства «Экономическая жизнь»). В 1927 году Гладун был направлен на дипломатическую работу в Лондон вторым секретарём полпредства СССР в Великобритании.
В 1926—1927 годах жила в Лондоне вместе с мужем, затем из-за шпионского скандала Гладун был отозван в Москву, а Евгения — командирована в Берлин, где работала машинисткой в советском торгпредстве; в Москву вернулась в конце 1928 года.

## Жена Ежова
Ей было свойственно легкомыслие, её любимым танцем был фокстрот.

Известно о её близких отношениях с писателем Исааком Бабелем, исследователем Арктики Отто Шмидтом, да и сам Ежов сумел расположить к себе будущую супругу задолго до официального оформления их союза.
В сентябре 1929 года в возрасте двадцати пяти лет в Сочи в ведомственном санатории познакомилась с Николаем Ежовым. В этот период Ежов занимал посты завкадрами ВСНХ и заведующего распредотделом ЦК ВКП(б). В 1931 году вышла за него замуж. Именно на московской квартире и даче к тому времени наркома Ежова Евгения Соломоновна вела литературные и музыкальные вечера, который посещали известные писатели и деятели культуры: Исаак Бабель, Михаил Шолохов, Михаил Кольцов, Сергей Эйзенштейн, Леонид Утёсов, редактор «Крестьянской газеты» Семён Урицкий и другие. Частыми гостями на этих вечерах были и представители советской номенклатуры.
Некоторое время работала в газете «Гудок», «Крестьянской газете», затем по май 1938 года работала редактором журнала «СССР на стройке». К этому периоду относится её роман с Михаилом Шолоховым. Связи и увлечения Евгении Соломоновны не остались без внимания Сталина, который дважды говорил Ежову о необходимости развода с женой. Сталина насторожила её связь с заместителем председателя правления Госбанка СССР Григорием Аркусом (1896—1936), репрессированным по делу «троцкистов». В последние годы брак с Ежовым был лишь номинальным.

Прошло немного времени, и Ежов стал думать о необходимости развода. 18 сентября 1938 года он сообщил о своём решении Евгении. Та совершенно растерялась и на следующий день обратилась к Сталину за «помощью и защитой»… Сталин не ответил на письмо.

## Смерть
Ещё в мае 1938 года психическое здоровье Евгении Ежовой ухудшилось настолько, что она была вынуждена оставить свой пост в журнале «СССР на стройке». Вместе с Зинаидой Гликиной, своей подругой, она поехала в Крым. Их отдых был прерван звонком Ежова, который приказал им срочно вернуться в Москву. Ежов поселил жену вместе с Зинаидой Гликиной на даче. 29 октября 1938 года с диагнозом «астено-депрессивное состояние» (циклотимия) Евгения была помещена в санаторий им. Воровского для больных с тяжёлыми формами психоневрозов на окраине Москвы.
Однако не неурядицы в отношениях с мужем привели Евгению Ежову к трагическому концу. Осенью 1938 года один за другим были арестованы многие люди из её окружения, в том числе 15 ноября 1938 года — две её ближайшие подруги — Зинаида Гликина (1901—25.01.1940), сотрудница Иностранной комиссии Союза писателей (референт по США) и Зинаида Кориман (1899—25.01.1940), работавшая техническим редактором в журнале «СССР на стройке». Сама Евгения, как позже рассказывала сестра Ежова — Евдокия, получила анонимное письмо с обвинениями в шпионаже. Евгения написала второе письмо к Сталину, которое, как и первое, осталось без ответа. Тогда она написала мужу и в ответ 8 ноября 1938 года получила снотворное, которым регулярно пользовалась уже некоторое время, а также безделушку. В начале 2000-х годов было высказано мнение, что именно эта странная безделушка была условным знаком — «это конец», но документальных подтверждений оно не получило. Через два дня после ареста своих подруг Евгения Соломоновна приняла снотворное, и ещё через два дня — 19 ноября 1938 года — не приходя в сознание, умерла по причине отравления психотропным веществом люминалом

В акте о «вскрытии тела» записано: «Труп женщины, 34 лет, среднего роста, правильного телосложения, хорошего питания… Смерть наступила в результате отравления люминалом».
Похоронена на Донском кладбище Москвы. Муж на похоронах не присутствовал, он был расстрелян годом позже.

## Приёмная дочь
Своих детей у четы Ежовых не было, и в 1933 году они взяли на воспитание пятимесячную девочку Наталью из детского дома. После ареста отца 6-летняя Наталья в 1939 году была помещена в детский дом № 1 в Пензе и получила фамилию матери — Хаютина, под которой и жила в дальнейшем. В Пензе Наталья Хаютина прожила около 19 лет. По окончании в 1958 году Пензенского музыкального училища она была направлена по распределению в Магаданскую область, где и проживала до распада СССР в посёлке Ола. В годы Перестройки безуспешно пыталась добиться реабилитации своего приёмного отца. Умерла Н. Н. Хаютина в январе 2016 года.

## Семья
У Евгении Фейгенберг были братья Илья Соломонович (Элиас Залманович, 1893—1940, расстрелян), Исаак и Моисей Залманович (Соломонович, 1890—1965), автор трудов по бухгалтерскому учёту, в том числе «Сборника действующих постановлений и распоряжений по работе потребительской кооперации» (М.: Красная звезда, 1948). Племянник — психиатр и психофизиолог Иосиф Моисеевич Фейгенберг (1922—2016), доктор медицинских наук, профессор Центрального института усовершенствования врачей. Двоюродный брат — Лев Меерович Фейгенберг (Leo Feigenberg, 1887—1961), юрист, был женат на дочери писателя Шолом-Алейхема Эмме Соломоновне Рабинович (1889—1955); их сыновья — датский театральный режиссёр и театровед Меир Фейгенберг (дат. Meïr Feigenberg, 1923—2006) и шведский психиатр Лома (Шолом-Герц) Фейгенберг (швед. Loma Feigenberg, 1918—1988), автор научных трудов в области психоонкологии и танатологии, профессор Каролинского института.
Племянница первого мужа, Лазаря Хаютина — искусствовед Виктория Борисовна Вольпина (мать Хаютина-Писак Фаина Владимировна, отец Писак Борис Яковлевич), в 1962—1972 годах была замужем за математиком и правозащитником Александром Сергеевичем Есениным-Вольпиным.

## В литературе и кино
- Дело следователя Никитина (2012)
- Василий Гроссман, рассказ «Мама»